# 海馬傍回
海馬傍回（かいばぼうかい、英: Parahippocampal gyrus）または海馬回（かいばかい、英: hippocampal gyrus）は海馬の周囲に存在する灰白質の大脳皮質領域。大脳内側面の脳回のひとつである。この領域は記憶の符号化及び検索において重要な役割を担っている。この領域の前部は嗅周皮質 (perirhinal cortex) 及び、嗅内皮質 (entorhinal cortex) を含んでいる。海馬傍皮質 (parahippocampal cortex) という用語は海馬傍回の後部と紡錘状回の内側部を指して用いられる。
海馬傍回場所領域 (PPA : parahippocampal place area) は海馬傍皮質の下位領域で (顔や物体ではなく) 風景の符号化と認知に重要な役割を持つ。fMRI研究により、この脳領域は被験者が自然風景や都市風景などの画像 (つまり"場所"の画像) のような地理的な風景の刺激を呈示された際に高い活動を示した。この領域はラッセル・エプスタイン (Russell Epstein) (現ペンシルベニア大学) とNancy Kanwisher (Nancy Kanwisher) (現 MIT) によって1998年に初めて記述された (ジェフリー・アギーレ (Geoffrey Aguirre)とAlumit Ishaiによる同様の論文も参照)。(脳卒中などによる) 海馬傍回場所領域の損傷は、風景の中にある個々の物体 (人や家具など) は認識できるにもかかわらず視覚的に風景を認識出来なくなるという症状を、しばしば引き起こす。海馬傍回場所領域は、顔に対して特異的に活動する皮質領域であり顔認知に重要な役割を持つと考えられている紡錘状回顔領域 (FFA : Fusiform face area) と補完しあう関係にあると考えられている。
さらなる研究によって、右の海馬傍回は視覚背景を文脈にあてはめる以上の機能を持つことが示唆されている。キャサリン・P・ランキン (Katherine P. Rankin) らによる研究は、この領域が言語コミュニケーションにおけるパラ言語的な要素を含む、社会的なコンテキストの識別に重要な役割を持つことを示唆している。

## 参考画像

海馬傍回の位置を色々な角度から見た動画。赤いところが左大脳半球の海馬傍回。
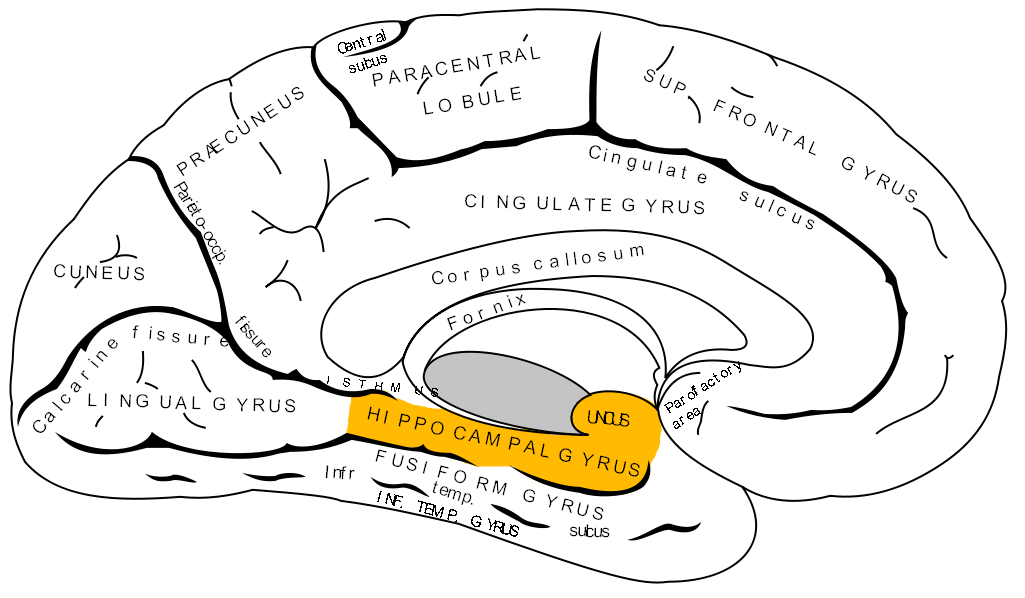
左大脳半球の内側面。オレンジ色の部分が海馬傍回。
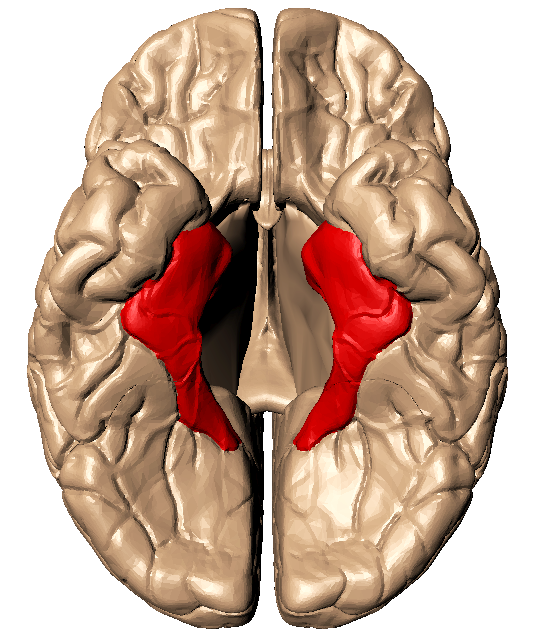
大脳を下から見た所。向かって上が前。赤いところが左右の海馬傍回。
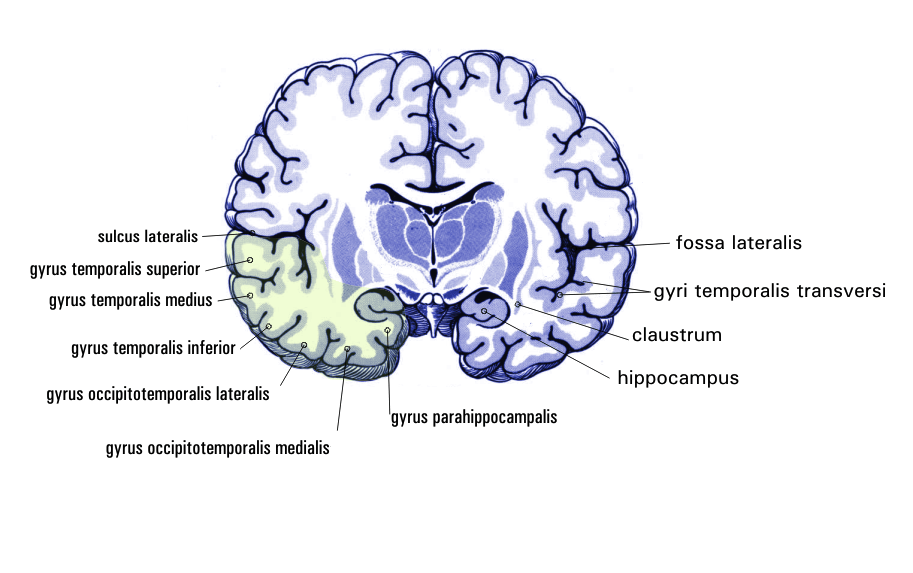
冠状断面
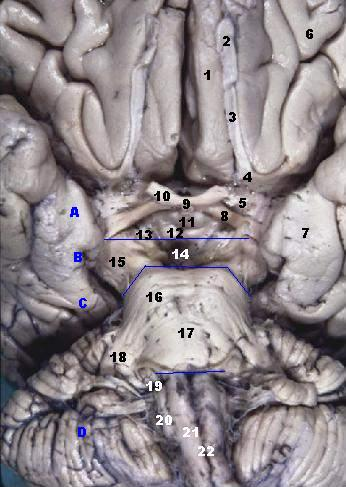
ヒトの脳の底部。海馬傍回は図中番号7。
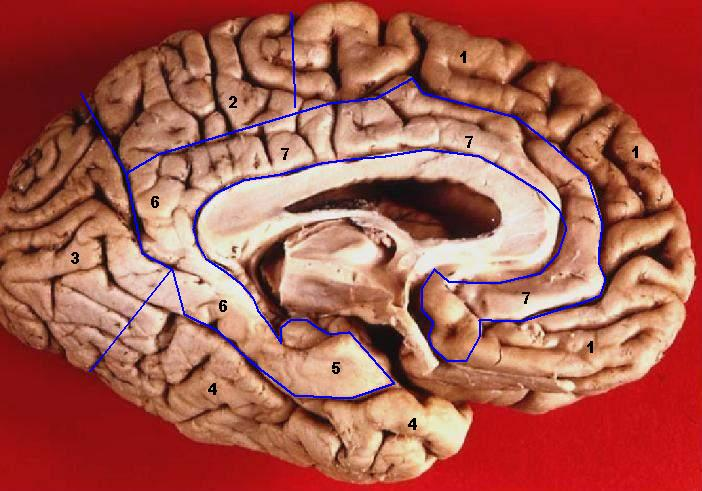
ヒト脳の下内側からみた図。海馬傍回は図中番号5。